# 福島県道170号鹿島停車場線
福島県道170号鹿島停車場線（ふくしまけんどう170ごう かしまていしゃじょうせん）は、福島県南相馬市にある一般県道である。

## 路線概要
- 起点：福島県南相馬市鹿島区鹿島字御前ノ内（JR常磐線 鹿島駅前）
- 終点：福島県南相馬市鹿島区鹿島字町
- 総延長：197 m[1]
  - 実延長：総延長に同じ
- 路線認定年月日：1959年8月31日[2]

## 通過する自治体
- 福島県
  - 南相馬市

## 接続・交差する道路
- 福島県道120号浪江鹿島線・福島県道267号大芦鹿島線（鹿島区鹿島字町 終点）

## 沿線
- JR常磐線 鹿島駅